# Кабышев, Владислав Геннадьевич
Владислав Геннадьевич Кабышев (бел. Уладзіслаў Генадзевіч Кабышаў; род. 28 октября 2001, Могилёв) — белорусский футболист, полузащитник новополоцкого «Нафтана».

## Карьера

### «Днепр-Могилёв»
Воспитанник футбольной академии могилёвского «Днепра». В начале 2019 года футболист присоединился к новообразованному «Дняпру», который был образован после слияния «Днепра» с минском «Лучом», и стал выступать в юношеском первенстве. В начале 2020 года футболист присоединился уже к новообразованному могилёвскому «Днепру», в составе которого сразу же присоединился к основной команде. По итогу дебютного сезона футболист вместе с клубом стал победителем Второй лиги. Новый сезон за клуб футболист начал 17 апреля 2021 года с матче против «Лиды», выйдя на поле в стартовом составе, отличившись также забитым голом. На протяжении сезона футболист выступал за клуб в роли основного игрока, отличившись 5 забитыми голами и 3 результативными передачами. По итогу сезона футболист вместе с клубом завершил чемпионат на итоговом пятом месте.

### «Шахтёр» Солигорск

#### «Шахтёр» Петриков
В январе 2022 года футболист перешёл в солигорский «Шахтёр», подписав долгосрочный контракт. Первоначально футболист начинал готовиться к новому сезону в составе солигорского клуба, однако затем в апреле 2022 года футболист отправился в распоряжение петриковского «Шахтёра». Дебютировал за клуб футболист 9 мая 2022 года в матче против «Макслайна», выйдя на замену на 80 минуте. Первыми результативными действиями за клуб футболист отличился 22 мая 2022 года в матче против «Молодечно-2018», оформив дубль из голевых передач. Дебютный гол за клуб футболист забил 3 июля 2023 года в матче против гомельского «Локомотива». В следующем матче 10 июля 2022 года против «Барановичей» футболист отличился забитым дублем. Всего за сезон футболист отличился 4 забитыми голами и 3 результативными передачами. По итогу сезона футболист вместе с клубом стал бронзовым призёром чемпионата.

#### Сезон 2023
В начале 2023 года футболист вернулся в распоряжение солигорского «Шахтёра», где тренировался в дублирующим составом. В начале июня 2023 года футболист стал подтягиваться к матчам с основной командой клуба. Дебютировал за клуб футболист 9 июня 2023 года в матче против «Ислочи», выйдя на замену на 84 минуте. Первым результативным действием за клуб футболист отличился 21 июля 2023 года в матче Кубка Беларуси против «Ивацевичей», отдав голевую передачу. На протяжении сезона футболист выступал за клуб в роли одного из основных игроков, однако преимущественно выходил на поле со скамейки запасных на последних минутах основного времени матча, отличившись своей единственной результативной передачей. По итогу дебютного сезона футболист вместе с клубом смог сохранить прописку в чемпионате.

#### Сезон 2024
Новый сезон футболист начал 6 марта 2024 года с четвертьфинального матча Кубка Беларуси против жодинского «Торпедо-БелАЗ», выйдя на поле в стартовом составе. В ответной кубковой встрече 10 марта 2024 года солигорцы оказались сильнее, однако по сумме матчей жодинское «Торпедо-БелАЗ» вышло в следующий раунд турнира. Первый матч в чемпионате футболист сыграл 17 марта 2024 года против «Витебска», выйдя на замену на 68 минуте. Первым в сезоне забитым голом за клуб футболист отличился 21 июня 2024 года в матче против «Гомеля». По итогу сезона футболист вместе с клубом завершил чемпионат на итоговом последнем месте из-за снятых очков, вылетев в Первую лигу. На протяжении сезона футболист выступал за солигорский клуб в роли одного из основных игроков, отличившись 4 забитыми голами. В январе 2025 года футболист покинул солигорский клуб.

### «Нафтан»
В январе 2025 года футболист на правах свободного агента перешёл в новополоцкий «Нафтан», подписав с клубом контракт до конца сезона. Дебютировал за клуб футболист 13 марта 2025 года в матче против столичного «Минска», выйдя на замену в начале второго тайма.

## Международная карьера
В апреле 2017 года футболист принимал участие в юношеской сборной Беларуси до 16 лет. В августе 2017 года получил вызов в юношескую сборную Беларуси до 17 лет. Дебютировал за сборную 16 августа 2017 года в матче против сборной Грузии. В октябре 2017 года вместе со сборной отправился на квалификационные матчи юношеского чемпионата Европы. В своём единственном матче 25 октября 2017 года против Казахстана отличился результативно передачей.

## Достижения
«Днепр-Могилёв»
- Победитель Второй лиги: 2020

## Семья
- Брат Андрей Кабышев (род.2003) — профессиональный футболист.